# Kermadecwitnekstormvogel
De kermadecwitnekstormvogel (Pterodroma cervicalis) is een vogel uit de familie van de stormvogels en pijlstormvogels (Procellariidae). Het is een kwetsbare zeevogel met broedgebieden op twee kleine eilanden in de Grote Oceaan om en nabij Australië en Nieuw-Zeeland.

## Kenmerken
De vogel is 43 cm lang. Het is een grote, overwegend grijs en wit gekleurde stormvogel met een opvallend witte band achter de kruin. Van boven is de vogel donkergrijs met een opvallende donkere band in het patroon van de hoofdletter M.

## Verspreiding en leefgebied
De vogel broedt op de Kermadeceilanden 900 km ten noordoosten van Nieuw-Zeeland en sinds 1994 op Phillip Island, een onbewoond eiland ten zuiden van Norfolkeiland. De vogel maakt nestholen in de met varens en graspollen begroeide grond op richels op rotsige eilanden, meestal onder de 300 m boven zeeniveau. Buiten de broedtijd verblijven de vogels op volle zee in een enorm groot deel van de Grote Oceaan tussen Australië en Midden-Amerika.

## Status
De kermadecwitnekstormvogel heeft een beperkt broedgebied en daardoor is de kans op uitsterven aanwezig. De grootte van de populatie werd in 2016 door BirdLife International geschat op 150 duizend individuen. In het verleden brachten verwilderde katten en ingevoerde ratten (Rattus exulans) schade aan. Mogelijk wordt het broedgebied ook aangetast door
klimaatverandering. De broedeilanden zijn nog steeds niet helemaal vrij van invasieve zoogdieren. Om deze redenen staat deze soort als kwetsbaar op de Rode Lijst van de IUCN.